# 上磯站
上磯車站（日语：／ Kamiiso eki */?）是道南漁火鐵道的鐵路車站，位於北海道北斗市飯生2丁目。本站現時為無人站。站名源自於原上磯町，因此地為位於函館的西方（上方）的海岸。

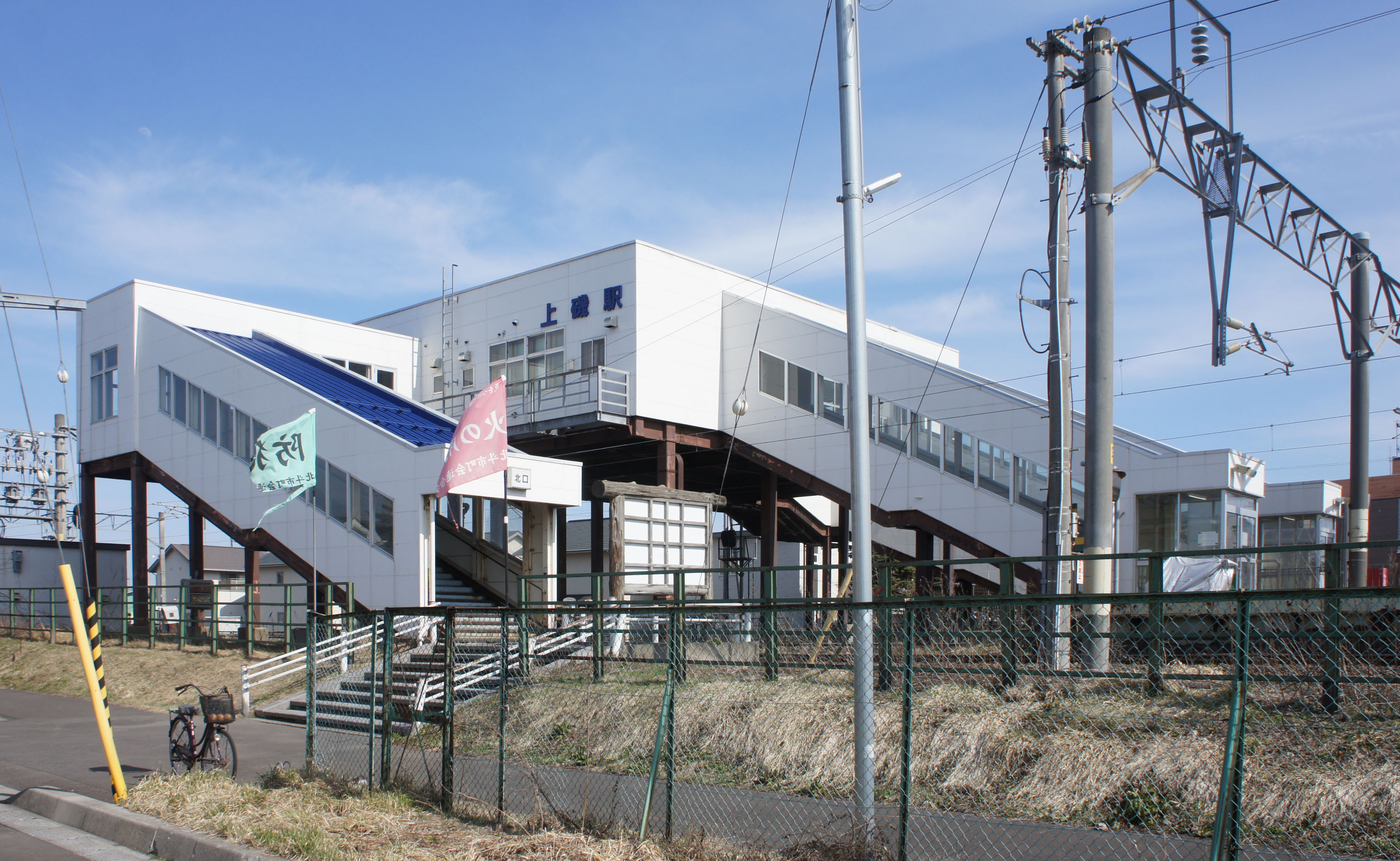
北口（2019年4月）

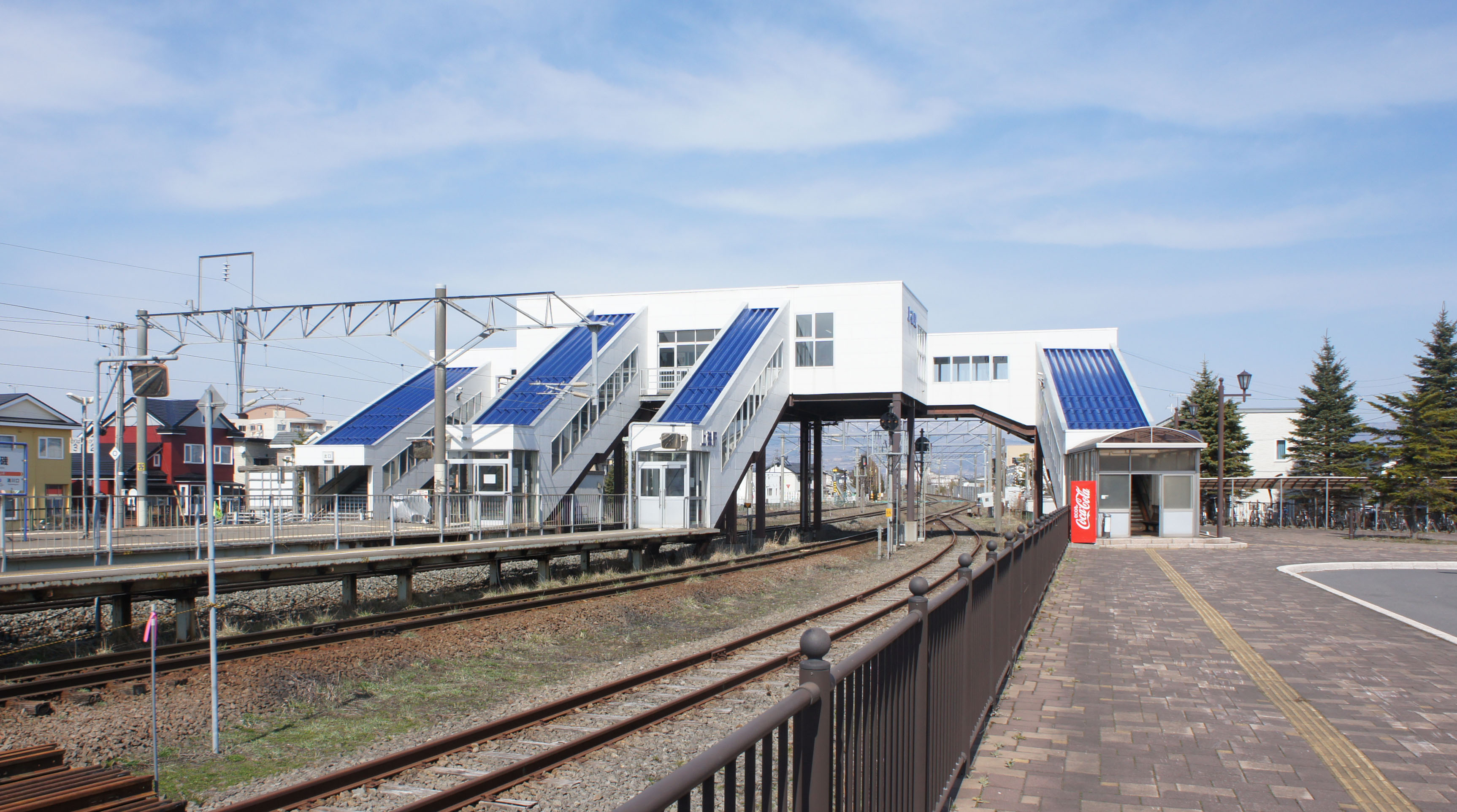
車站全景（2019年4月）

## 車站結構

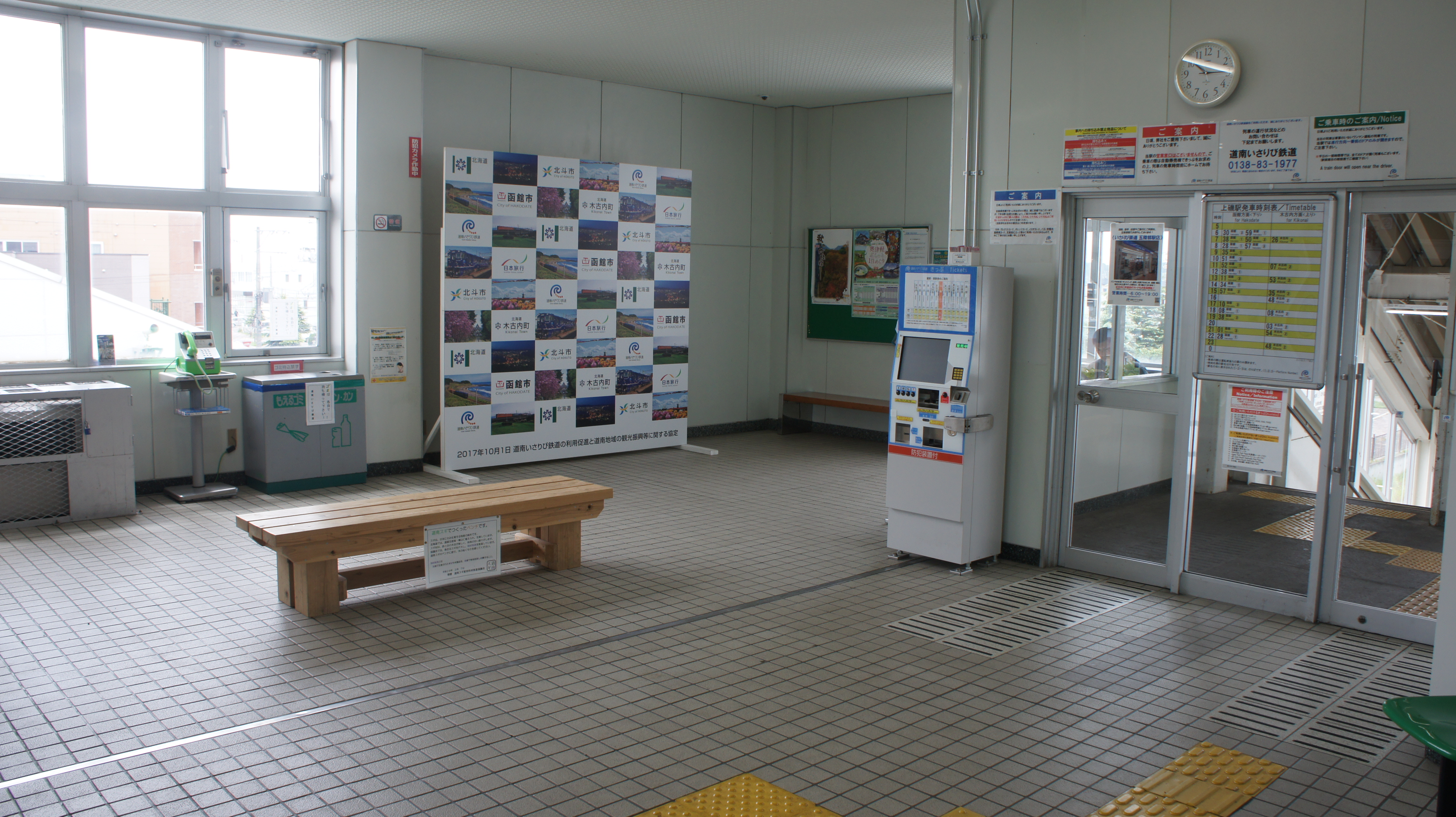
車站內部（2018年6月）

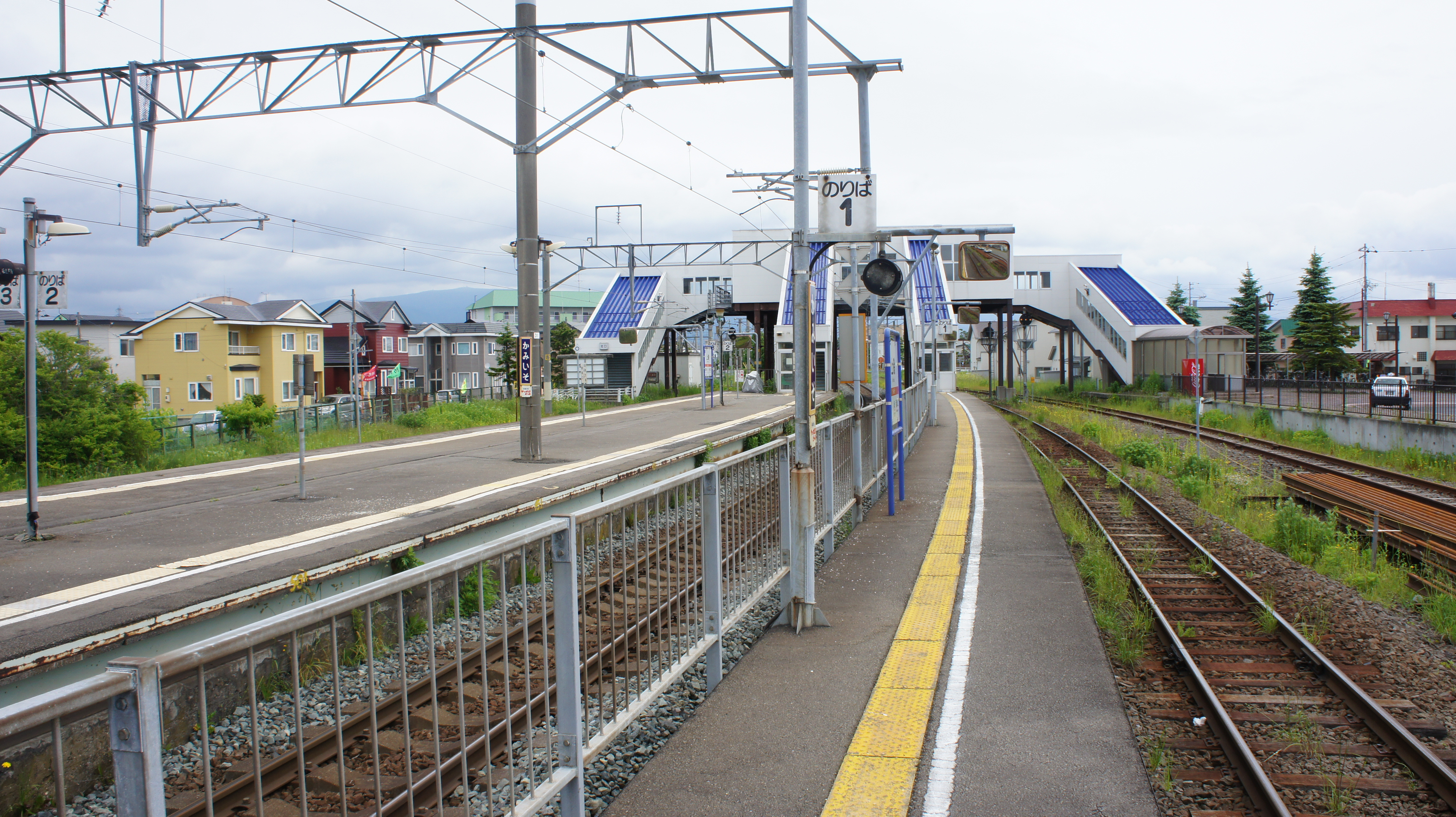
月台（2018年6月）

本站為側式月台1面1線與島式月台1面2線的地面車站，設有跨站式站房。站內的1號月台是只作折返專用的盡頭式月台，只有這個月台沒有電氣化。

### 月台配置
| 月台 | 路線            | 方向 | 目的地     | 備註             |
| ---- | --------------- | ---- | ---------- | ---------------- |
| 1    | ■道南漁火鐵道線 | 下行 | 函館方向   | 只限此站始發列車 |
| 2    | ■道南漁火鐵道線 | 上行 | 木古內方向 |                  |
| 3    | ■道南漁火鐵道線 | 下行 | 函館方向   |                  |

## 相鄰車站
道南漁火鐵道
■道南漁火鐵道線
清川口（sh08）－上磯（sh07）－（矢不來號誌站）－茂邊地（sh06）

## 外部連結
- 官方網頁。（页面存档备份，存于）（日語）